# Jacob Anton de Haas
Jacob Anton de Haas (Amsterdam, 3 februari 1883 – 1963) was een Nederlands/Amerikaans bedrijfskundige, en hoogleraar bedrijfsleer en accountancy aan de Nederlandsche Handels-Hoogeschool te Rotterdam van 1919 tot 1921. 
Vanaf 1927 was hij de rest van zijn carrière hoogleraar aan de Harvard-universiteit. Hij stond bekend als expert op het gebied van internationale handel.

## Levensloop

### Jeugd, opleiding en eerste carrièrestappen
De Haas was in 1883 geboren in Amsterdam als zoon van Jacob de Haas en Antonia (Bemond) de Haas. Hij groeide op in Amsterdam, waar hij het lager en middelbaar onderwijs doorliep. Voor zijn studie ging hij naar de Verenigde Staten, waar hij studeerde aan Stanford en Harvard. In 1901 behaalde hij zijn AB-graad aan Stanford, in 1912 zijn mastergraad aan Harvard, en in 1915 promoveerde hij terug bij Stanford.
De Haas was zijn werkleven begonnen in 1914 als speciaal-agent voor de California Commission of Immigration. Van 1915 tot 1917 was hij adjunct-professor aan de Universiteit van Texas, en van 1919 tot 1921 was hij hoogleraar bedrijfsleer en accountancy aan de Nederlandsche Handels-Hoogeschool te Rotterdam. Zijn leeropdracht betrof "de bedrijfsleer, inzonderheid de techniek van den handel, de rekeningwetenschap."

### Verdere carrière
In 1921 vertrok De Haas naar de Verenigde Staten, waar hij in 1917 de Amerikaanse nationaliteit had gekregen. Hij werd eerst professor aan de Universiteit van Washington, en hoogleraar buitenlandse handel aan de New York-universiteit. In 1927 kreeg hij een vaste aanstelling als hoogleraar aan de Harvard-universiteit. Daarnaast was hij vanaf 1928 professor aan de US Naval War 
College.
In de Tweede Wereldoorlog was De Haas consultant bij het Amerikaanse Departement van Oorlog in 1940-41, en van 1941 tot 1943 bij het Office of Coordinator of Inter-American Affairs. Hjj was hier in 1942 benoemd tot voorzitter van de Economic Division of the Netherlands Post-war Planning Committee. Na de oorlog kreeg hij samen met prof. J.A.C. Fagginger Auer een onderscheiding van de Nederlandse regering voor "het feit, dat zij reeds gedurende de oorlog voorbereidingen getroffen hadden om de Nederlandse universiteiten en hogescholen bij de wederopbouw van hun uitrusting by te staan."
De Haas publiceerde met de jaren verschillende boeken over internationale handel, betrokken partijen, handelstechnieken en kartelvorming.

### Persoonlijk
De Haas trouwde op 25 december 1914 met Hazel Gertrude Carus, die overleed op 12 april 1922. Op 28 december 1922 hertrouwde hij met Emily Haver.

## Publicaties
- Jacob Anton De Haas. Foreign trade and shipping, New York, Alexander Hamilton institute, 1919.
- Jacob Anton De Haas. Foreign trade organization, 1919.
- De Haas, J. Anton (Jacob Anton), Business organization and administration, New York, Chicago [etc.] The Gregg publishing company, 1920.
- Jacob Anton De Haas. Veranderingen in de handelstechniek, 1923.
- Jacob Anton De Haas. The Practice of Foreign Trade: A Textbook, McGraw-Hill Book Company, Incorporated, 1935.
- Jacob Anton De Haas. International cartels in the postwar world, 1944.